# Aron Etzler

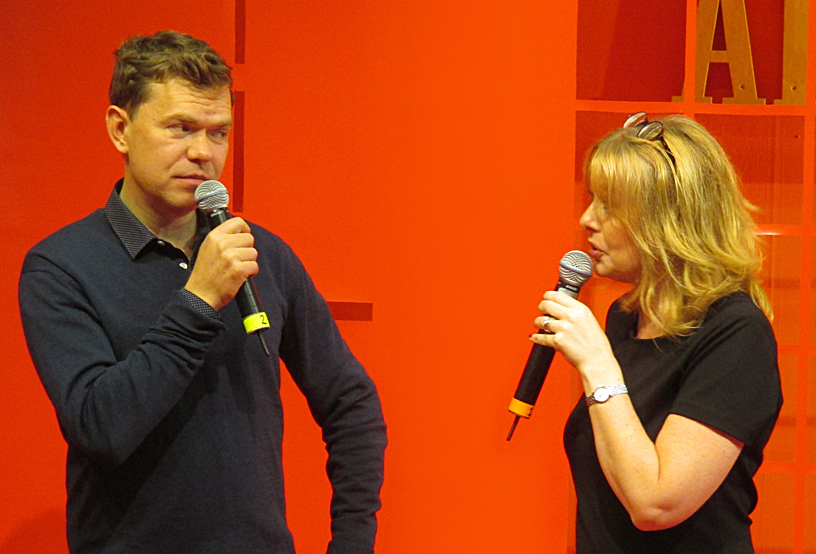
Aron Etzler och Åsa Linderborg på Bokmässan i september 2014.

Aron Karl Josef Etzler, född 19 mars 1973 i Västerleds församling, Stockholms län, är en svensk politiker och tidningsman. Han var partisekreterare för Vänsterpartiet mellan 2012 och 2025.

## Biografi
Etzler var tidigare aktiv inom Ung Vänster och en av initiativtagarna till grundandet av Attac Sverige. Från 2003 till 2012 var han chefredaktör och ansvarig utgivare för veckotidningen Flamman. Under sent 1990-tal var Etzler sångare i indiepopbandet Ny akustik.
På Vänsterpartiets partistyrelsemöte den 4 februari 2012 valdes Etzler till partisekreterare och ledamot av partiets verkställande utskott. Han avgick som partisekreterare i februari 2025.

### Familj
Han är bror till filmregissören Jonatan Etzler samt sonson till Allan Etzlers bror Gunnar.